# Jeannou Lacaze
Jeannou Lacaze (Huế, 11 febbraio 1924 – Parigi, 1º agosto 2005) è stato un generale e politico francese.
Dopo aver iniziato la carriera militare sul finire della seconda guerra mondiale combatte in Indocina e poi in Algeria nelle file della Legione straniera. Salito fino al rango di Generale d'armata, dal febbraio 1981 al luglio 1985 fu Capo di stato maggiore delle forze armate francesi, forte fautore della politica di indipendenza del deterrente nucleare nazionale anche in ambito NATO. Dopo aver lasciato la vita militare si diede alla politica, entrando nel Parlamento europeo come deputato del Gruppo liberale e democratico riformatore passando poi al Gruppo del partito popolare europeo (Gruppo democratico cristiano).

## Biografia
Nacque a Huế, in Vietnam, l'11 febbraio 1924, figlio di Jean-Joseph un funzionario coloniale e di Andrée Momert, una annamita di origine cinese. In giovane età seguì suo padre quando quest'ultimo rientrò in Francia stabilendosi nell'Aquitania, dove studiò nel liceo "Michel de Montaigne" di Bordeaux. Rimasto sconvolto dalla caduta della Francia nel giugno 1940, entrò nei maquis, e nel 1944, all'età di venti anni, passò nelle FFI assegnato al 78º Reggimento fanteria come aspirante, e con cui partecipò alla campagna di liberazione della Francia e alla fase finale della seconda guerra mondiale conseguendo il grado di tenente. Dopo la fine del conflitto entrò all'École spéciale militaire de Saint-Cyr, passando poi all'École d'application de l'infanterie di Auvours dove si brevettò ufficiale nel 1947.
All'uscita dalla scuola entrò nella Legione straniera, assegnato al 1er Régiment étranger d'infanterie di Le Kef, Tunisia, per essere quindi trasferito al 2e Régiment étranger d'infanterie (REI) in Indocina. Prese parte al conflitto contro il Viet Minh come comandante di plotone presso il III Battaglione, rimanendo gravemente ferito il 5 gennaio 1948 durante l'attacco al villaggio di Hô Chim. Rimpatriato per motivi sanitari, al termine del periodo di convalescenza ritornò in servizio presso il I Battaglione del 2e REI in Indocina, dove rimase fino al 1951. Rientrato in Patria, nel 1952 fu promosso capitano ed assegnato ad un reggimento di fucilieri marocchini, e dopo un incarico presso la sezione tecnica dell'esercito, assunse il comando della 5ª Compagnia del 129º Reggimento fanteria prestando servizio in Algeria a partire dal 1958.
L'anno successivo entrò in servizio nella 11eDemi-brigade paracadutisti d'assalto, venendo promosso maggiore nel 1960 e tenente colonnello nel 1967. Dopo il corso presso l'École de guerre e la promozione a colonnello, il 18 luglio 1967 assunse il comando del 2º Reggimento paracadutisti della Legione straniera (2e Régiment étranger de parachutistes) sostituendo il colonnello Paul Arnaud de Foïard. Guidò il reggimento durante l'intervento francese in Ciad nel 1969, operando poi in Togo e in Costa d'Avorio al fine di garantire la presenza francese nel nell'Africa equatoriale.
Lasciata la Legione straniera nel 1971 entrò a far parte del servizio segreto, di cui fu anche vicedirettore, rimanendovi fino al 1976. Promosso al grado di generale di divisione l'anno successivo, assunse il comando della 11ª Divisione paracadutisti mantenendolo fino al 1979 quando fu promosso generale di corpo d'armata. Durante il suo comando il 2e REP fu mandato a Kolwezi, nello Zaire (Opération Turquoise) e con l'esercito francese prese parte ad azioni in Libano, e in Mauritania.
Guadagnatosi la fiducia del Presidente della Repubblica Valéry Giscard d'Estaing fu nominato Governatore militare di Parigi nel 1980, assumendo anche le funzioni di comandante del III Corpo d'armata e della 1ª Regione militare.
A partire dal 1º febbraio 1981 fu nominato Capo di stato maggiore delle forze armate, pochi mesi prima dell'elezione del nuovo presidente François Mitterrand, che lo riconfermò fino alla data del suo pensionamento, avvenuto nel 1985.
Durante lo svolgimento del suo incarico fu un forte sostenitore di una autonoma politica di armamento nucleare francese, anche in ambito NATO, e favorevole all'acquisizione e alla messa in servizio dei nuovi missili mobili pre-strategici Hadès e degli IRBM, anch'essi mobili, S-4. Perseguì la politica che l'esercito francese dovesse dotarsi di armamenti di produzione nazionale, e della modernizzazione di quelli allora in servizio come i carri armati AMX-30 che dovevano essere portati allo standard B-2. Il generale Philippe Arnold, comandante della 1ª Divisione corazzata schierata in Germania Occidentale gli aveva fatto notare che il carro AMX-30 era oramai inadeguato a operare con i nuovi carri americani M-1 Abrams e tedeschi Leopard 2 allora in fase di acquisizione presso i rispettivi eserciti. Il generale Arnold si fece fautore dell'acquisizione di un carro unico per gli eserciti francesi e tedesco, puntando sul Leopard 2, e per questo fatto rischiò di essere sanzionato.

### Vita politica
Nel 1986 divenne consigliere speciale presso il Ministero della difesa per le relazioni militari con i paesi africani firmatari di accordi bilaterali di difesa. Fu consigliere di numerosi presidenti e dittatori africani come Mobutu Sese Seko, Denis Sassou Nguesso e Félix Houphouët-Boigny. Prima dell'invasione del Kuwait, avvenuta nel 1991, effettuò numerosi viaggi in Iraq per sostenere la vendita di armamento dell'industria francese alle forze armate irachene, incontrando il presidente Saddam Hussein.
Nel 1988 sostenne la decisione del presidente Mitterrand di dotare le forze armate francesi di un armamento chimico binario, da prodursi rapidamente e che avesse estrema facilità di stoccaggio. Nel 25 luglio 1989 entrò in politica eletto deputato al parlamento europeo nelle file del CNIP, un partito conservatore e tradizionalista, creandone uno proprio, l'Union des indépendants (UDI) l'anno successivo. Rimase in carica come eurodeputato fino al 18 aprile 1994, e fu anche presidente onorario dell'associazione Paris solidarité métro (che lottava contro l'esclusione sociale). Nel 1995 fondò il Le Conseil commercial et industriel franco-irakien (CCIFI), per vendere armamento all'Iraq di Saddam Hussein sottoposto ad embargo internazionale in cambio di petrolio. Vantava eccellenti relazioni con il Ministro del petrolio iracheno Amer Mohammad Rashid, risalenti all'epoca in cui entrambi erano capi di stato maggiore delle forze armate dei rispettivi paesi, e l'Iraq era impegnato nella guerra con l'Iran.
Nel 1996 patrocinò l'apertura in Iraq di un ufficio dell'l'Association franco-irakienne de coopération économique (AFICE), per entrare quindi in società con l'ex direttore generale dell'Elf Loïk Le Floch-Prigent, e con gli uomini d'affari Michel Coencas e Marc Francelet nell'ambito della compagnia francese Tank Oil, che compì esplorazioni petrolifere.
Nel settembre 2000 andò in Costa d'Avorio dove curò il sistema di protezione del capo della giunta militare, generale Robert Guéï.
Si spense a Parigi martedì 1º agosto 2005, all'età di 81 anni, e i funerali si tennero giovedì 4 agosto nel cortile degli Invalides.

## Pubblicazioni
- Le Président et le champignon, Éditions Albin Michel, Paris, 1991.

### Annotazioni
1. ↑  Secondo alcune fonti andò in Indocina alla ricerca di sua madre, che non aveva seguito il padre quando quest'ultimo era ritornato in Francia.
2. ↑  Tale presenza era detta «pré carré » cioè nel «cortile di casa».
3. ↑  Entrò a far parte dello SDECE come direttore del servizio ricerche e documentazione degli affari esteri e controspionaggio.
4. ↑  Nel 1974 fu promosso al grado di generale di brigata.
5. ↑  Il reparto doveva proteggere la città durante l'evacuazione dei residenti stranieri minacciati dagli ex gendarmi katanghesi.
6. ↑  Servì sotto i governi di Raymond Barre, Pierre Mauroy e Laurent Fabius.

### Fonti
1. ↑  Per il fatto che parlava raramente in pubblico e forniva scarse informazioni.
2. 1 2 3 4 5 6 7  Décès du général Jeannou Lacaze, ancien chef d'état-major, Libération, Paris, 5 août 2005.
3. 1 2 3 4  Coret, Verschave 2006, p. 458.
4. 1 2 3 4 5 6  Coret, Verschave 2006, p. 79.
5. 1 2  Fraudet 2006, p. 82.
6. 1 2  Gordon 1993, p. 178.
7. ↑  Martin 2002, p. 93.
8. ↑  Wetterqvist 1990, p. 104.
9. ↑  Christophe Ayad, Jeannou Lacaze, lobbyiste en Irak . Le général s'est reconverti en intermédiaire, coûteux, pour businessmen français, Libération, Paris, 13 février 1997.
10. ↑  David Styan, France and Iraq, Oil, Arms ans, French policy in the Middle-East, I.B. Tauris, London-New-York, 2006.
11. ↑  http://tempsreel.nouvelobs.com/culture/20050804.OBS5400/le-general-lacaze-est-mort.html

### Periodici
- (FR) Christophe Ayad, Jeannou Lacaze, lobbyiste en Irak . Le général s'est reconverti en intermédiaire, coûteux, pour businessmen français, in Libération, Paris, 13.